# يكة مجيدة
يكة مجيدة أو يوكا (الاسم العلمي: Yucca gloriosa) هي نوع من النباتات تتبع جنس اليكة من الفصيلة الهليونية.

## الموئل والانتشار
موطنه ساحل جنوب غرب أمريكا الشمالية، حيث ينمو في الكثبان الرملية على طول ساحل كاليفورنيا والجزر الحاجزة (بالإنجليزية: Barrier islands)‏ في الولايات المتحدة والمكسيك.

## الوصف النباتي
النبات معمر ومستديم الخضرة. يتراوح ارتفاعه بين نصف متر ومترين ونصف. الأوراق رمحية طولها بين 30 و50 سم وعرضها 2-3.5 سم. طول الشمراخ الزهري من 60-150 سم. الأزهار عديدة ومتدلية لونها أبيض أو مخضب بالبنفسجي أو أحمر.